# アラスカ地震

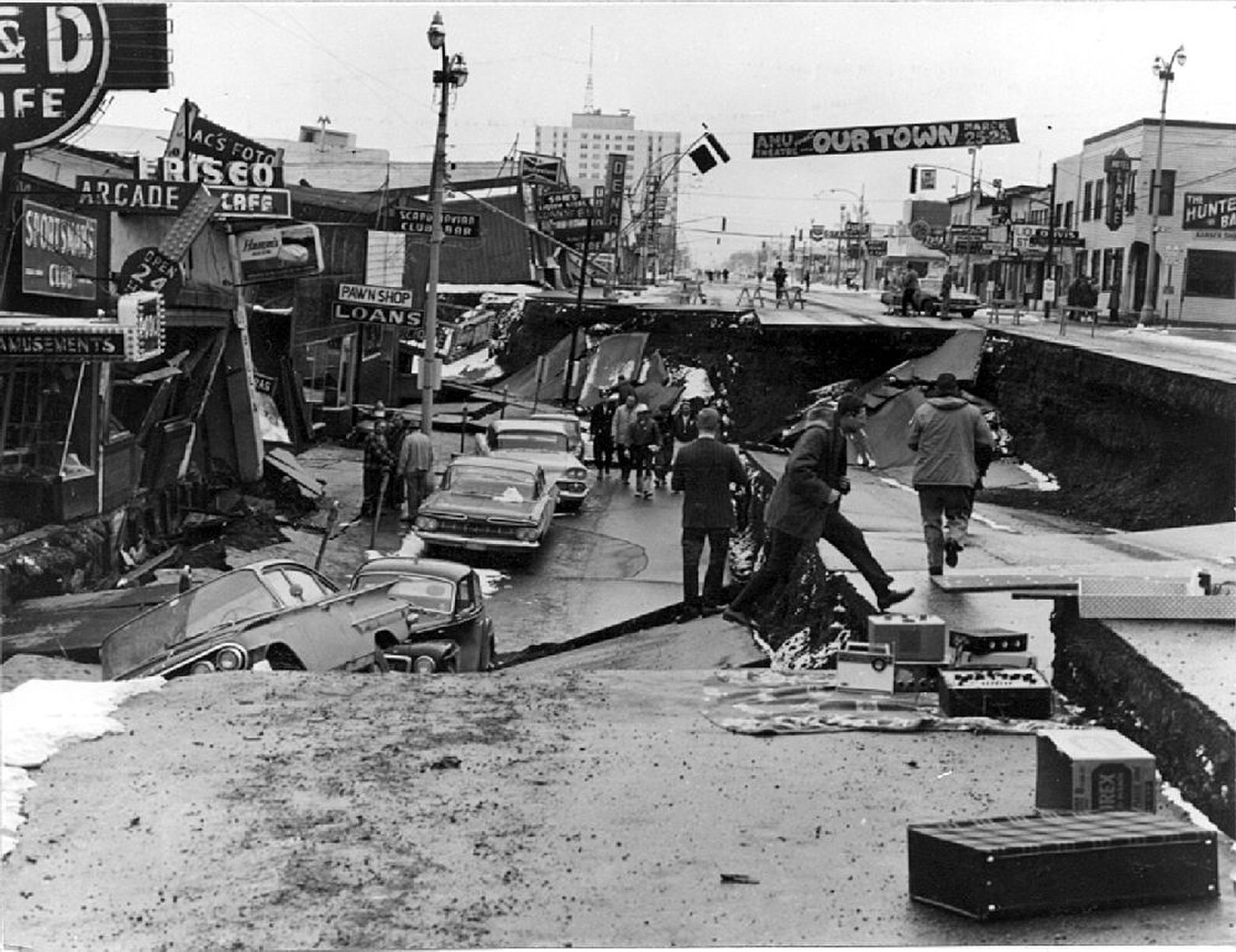
道路が大きく陥没したアンカレッジの4番街。

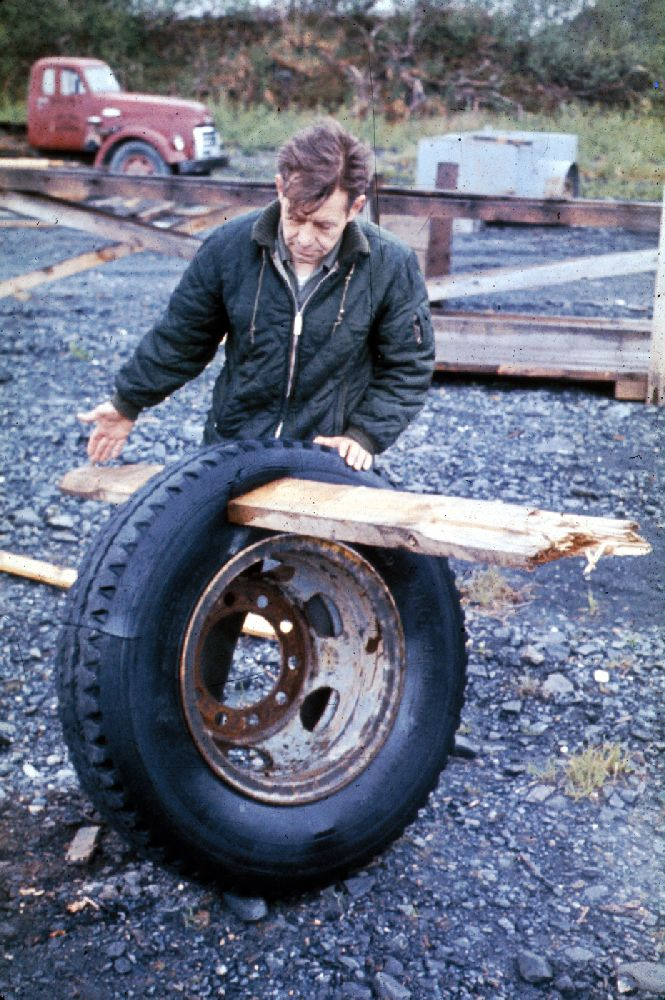
津波に乗ってタイヤに突き刺さった木片（USGSによる）。

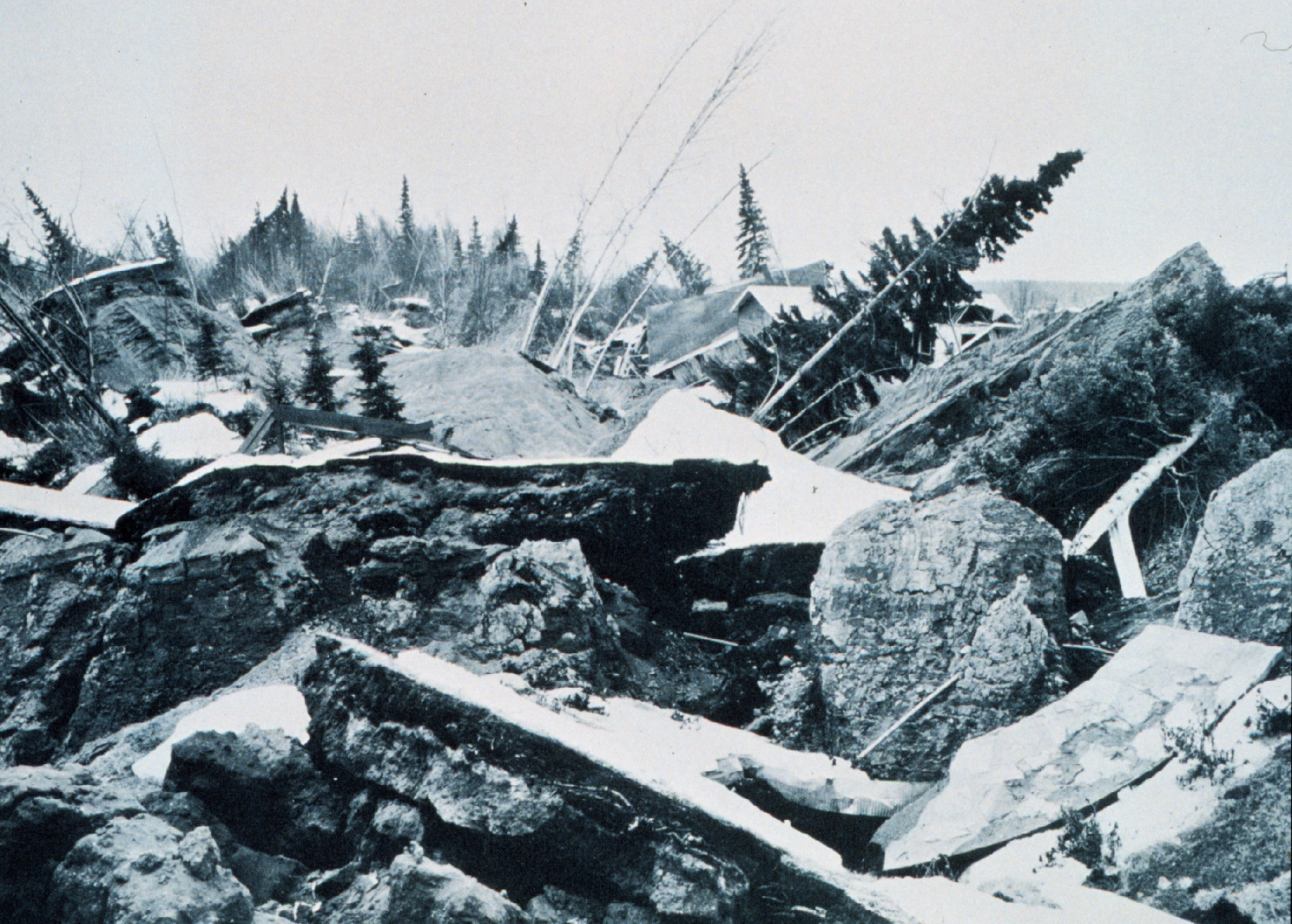
地盤が激しく隆起したクック湾付近にある町はずれの森林（NOAAによる）。

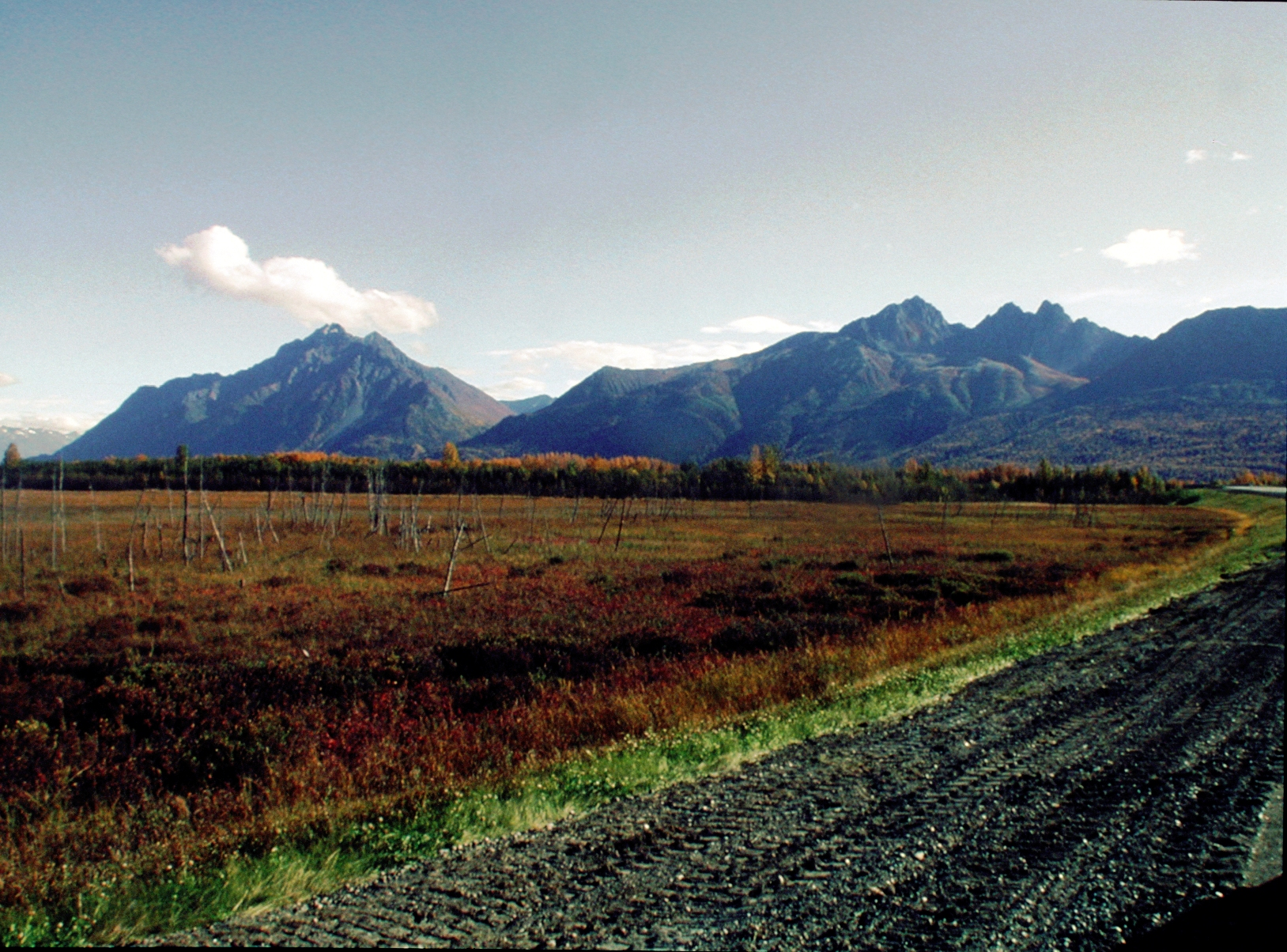
壊滅的な被害を受けた森林の跡。"Ghost Forest"（ゴースト・フォレスト）と呼ばれた。

アラスカ地震（アラスカじしん、Great Alaskan Earthquake、アラスカ大地震）は、1964年3月27日にアメリカ合衆国アラスカ州で発生した超巨大地震。聖金曜日に発生したことから、聖金曜日地震（The Good Friday Earthquake）とも呼ばれている。

## 概要
震源はアラスカ州南西部のプリンス・ウィリアム湾。太平洋プレートと北アメリカプレートの境（アリューシャン海溝付近）における海溝型地震である。観測された表面波マグニチュード（Ms）は8.4〜8.6とされていたが、その後、金森博雄の推定によりモーメントマグニチュード（Mw）で9.2であることが判明し、アメリカ合衆国地震観測史上最大規模となった。この地震で131人が亡くなった。同年、日本で発生した新潟地震と並び、液状化現象による被害が大きく、これ以降、土質力学の分野で液状化現象が活発に研究されるようになった。
| 順位                           | 名称                                   | 発生日（UTC）  | 規模（Mw） |
| ------------------------------ | -------------------------------------- | -------------- | ---------- |
| 1                              | チリ、バルディビア                     | 1960年5月22日  | 9.5        |
| 2                              | アラスカ、プリンス・ウィリアム湾       | 1964年3月28日  | 9.2        |
| 3                              | スマトラ島・アンダマン諸島             | 2004年12月26日 | 9.1        |
| 3                              | 東北地方太平洋沖地震                   | 2011年3月11日  | 9.1        |
| 5                              | カムチャツカ半島東方沖                 | 1952年11月5日  | 9.0        |
| 6                              | エクアドル・コロンビア                 | 1906年1月31日  | 8.8        |
| 6                              | チリ、ビオビオ                         | 2010年2月27日  | 8.8        |
| 6                              | カムチャツカ半島南東沖                 | 2025年7月30日  | 8.8        |
| 9                              | アリューシャン列島、ラット諸島         | 1965年2月4日   | 8.7        |
| 10                             | アリューシャン列島、ユニマク島         | 1946年4月1日   | 8.6        |
| 10                             | アッサム・チベット                     | 1950年8月15日  | 8.6        |
| 10                             | アリューシャン列島、アンドレアノフ諸島 | 1957年3月9日   | 8.6        |
| 10                             | スマトラ島北部                         | 2005年3月28日  | 8.6        |
| 10                             | スマトラ島北部西方沖                   | 2012年4月11日  | 8.6        |
| 規模はアメリカ地質調査所による |                                        |                |            |

この地震から1年近く経過した1965年2月4日に、同じ海溝付近にあるアリューシャン諸島でMw 8.7の地震が発生している。

## 地震
現地時間17時36分（UTC：3月28日 3時36分）、プリンス・ウィリアム湾近くのカレッジ・フィヨルドで長さ約850kmに渡って断層が破綻した。大きな余震も含めて地震は3分間から5分間続いた。海底の変動により、いくつかの津波が発生し、最も多くの死者と被害を出す要因になった。地表は最大で11.5mの隆起を記録し、アラスカ州内の250,000平方キロメートルが地震の影響を受けた。

## 被害
131人が地震で死亡した。9人は建物の倒壊など地震による直接の被害での死者であり、106人がアラスカ内で津波の影響で死亡した。また、アラスカ外でも16人が津波の影響で死亡した。被害額は、当時の貨幣価値で3億ドルを越えた。

### アンカレッジ
震源から北西に120kmの距離にあるアンカレッジが、最も大きな被害を受けた。9人の死者が記録され、この9人は地震の直接の影響での唯一の死者である。アンカレッジは津波の影響を受けなかったが、アンカレッジの繁華街は深刻な被害を受け、ターナゲン・ハイツなどといった不安定な地層の上に築かれた地区は、地滑りや崩落が相次ぎ、多くの住居施設が被害を受けた。しかし、震源から離れていたこともあり、他の地区は深刻な被害を受けることはなかった。
アンカレッジから南東に60kmの距離のクック半島に位置しているガードウッドとポーテージは壊滅的な被害を受けた。ガードウッドは内陸部に数キロメートルはなれたところに再建されることになり、地形の変動により水没したポーテージは再建が不可能であるため放棄された。

### アラスカ州内のその他の地区
プリンス・ウィリアム湾、ターナゲン・アーム半島、それにコディアック島にあったスワード、コディアックといった港町や村は、地震と津波、それに失火による火事や地滑りなどの影響を受け、大きな被害を受けた。バルディーズは壊滅し、西に7km離れたところに再建された。チェネガやアフォナックといった沿岸に築かれていたアメリカ先住民族の村はほとんど完全に破壊された。

### カナダ
カナダでは、地震から3時間18分後に1.4mの津波がブリティッシュコロンビア州プリンスルパートを襲った。次にバンクーバー島西岸のトッフィーノを襲い、フィヨルドを遡ってポート・アルバニーを2度襲い、375軒の家屋に被害を与え、55軒を押し流した。ホットスプリングス・コーブ、ゼバロス、アマイといった町も被害を受けた。ブリティッシュコロンビア州の被害は当時の貨幣価値で1,000万カナダドルと推定されている。

### その他の地域
カリフォルニア州クレセントシティで12人が津波に巻き込まれて死亡した。ワシントン州やオレゴン州などのアメリカ西岸の州が被害を受けたほか、ハワイ州からも被害が報告された。津波による船への被害はロサンゼルスでも確認された。
日本では津波が大船渡（90cm）、神戸港（23cm）など観測され、志摩半島ではカキ養殖いかだが流される被害が出た。